# It's a Fine Day
It's a Fine Day è un brano musicale di Jane edito su singolo nel 1983. Della traccia sono state realizzate delle cover da parte di artisti dance e pop tra cui Opus III, Miss Jane e Yolinda Yan.

## Composizione e registrazione
It's a Fine Day venne scritta dal musicista e poeta inglese Edward Barton mentre viveva a Hulme (Manchester). La prima versione della traccia venne interpretata a cappella dalla sua fidanzata Jane Lancaster, in arte Jane. Venne poi registrata indipendentemente e trasmessa dal disc jockey John Peel. Quando Iain McNay della Cherry Red Records venne a conoscenza della canzone, permise a Jane di pubblicarla per la sua etichetta.

## Pubblicazione
Il singolo uscì nel 1983, raggiungendo la posizione numero 5 della Official Independent Chart. Venne riedito nello stesso anno nell'album Jane and Barton.

## Cover

### Cover degli Opus III
Gli Opus III pubblicarono una reinterpretazione particolarmente celebre del brano cantata da Kirsty Hawkshaw. La cover raggiunse la Top 10 delle classifiche di Regno Unito, Stati Uniti, Italia, Irlanda, Paesi Bassi, Grecia e Spagna.
Gli Orbital adottarono un campionamento della cover per realizzare la loro Halcyon (1992).

### Altre cover
Della traccia sono state realizzate diverse cover e remix. Si possono menzionare la versione in cantonese di Yolinda Yan (1992), quella di Dave Carlotti, Arthur Pellegrini e Carmine Sorrentino a nome Miss Jane (1996), inseritasi nelle classifiche nordamericane ed europee (compresa una terza posizione raggiunta nella Dance Club Play), Barcode Brothers (2000), Erlend Øye (Fine Day, 2004), Dallas Superstars (A Fine Day, 2006) e Billie Marten (2016).